# Sint-Lambertuskerk (Haaren)
De Sint-Lambertuskerk op Monseigneur Bekkersplein 4 is de parochiekerk van Haaren, gewijd aan Lambertus van Maastricht. 
De kerk behoort tot het bisdom 's-Hertogenbosch en valt onder de Sint Jozefparochie.
De neogotische kerk werd in 1914 ingewijd. Architect was W.Th. van Aalst. Het is een driebeukige kruisbasiliek met een toren en een dakruiter. De gewelven bevatten kleurige schilderingen door Jos ten Horn uit 1940-1942, die gebaseerd zijn op de Openbaring van Johannes. Het neogotische interieur omvat een hoogaltaar en een Maria-altaar uit 1917, een triomfkruis uit 1918, acht beelden uit 1930 en glas-in-loodramen door I. Menken uit 1914. 
De Sint-Lambertuskerk is in 2001 aangewezen als rijksmonument.

## Eerdere Lambertuskerken in Haaren
- De Oude toren, die ruim een kilometer westelijker staat, is het overblijfsel van een  Sint-Lambertuskerk uit de vijftiende eeuw, die in de achttiende eeuw door verwaarlozing deels ingestort en later afgebroken is.
- Schuin tegenover de huidige kerk werd in 1856 een neoclassicistische kerk gebouwd. Deze waterstaatskerk werd in 1911 door brand verwoest. Daarna kerkte de parochie in een noodkerk, tot in 1914 de huidige kerk ingewijd werd.

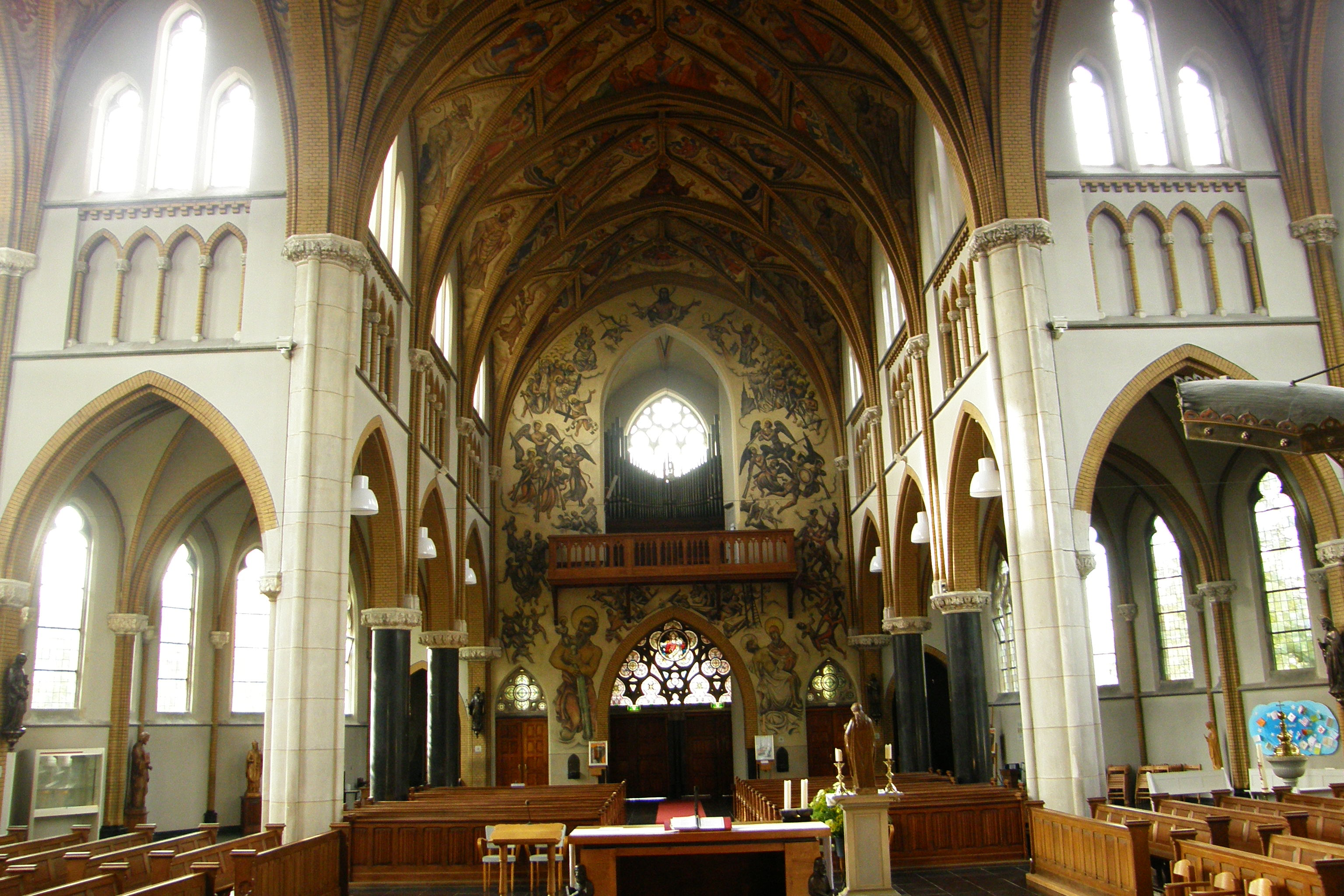
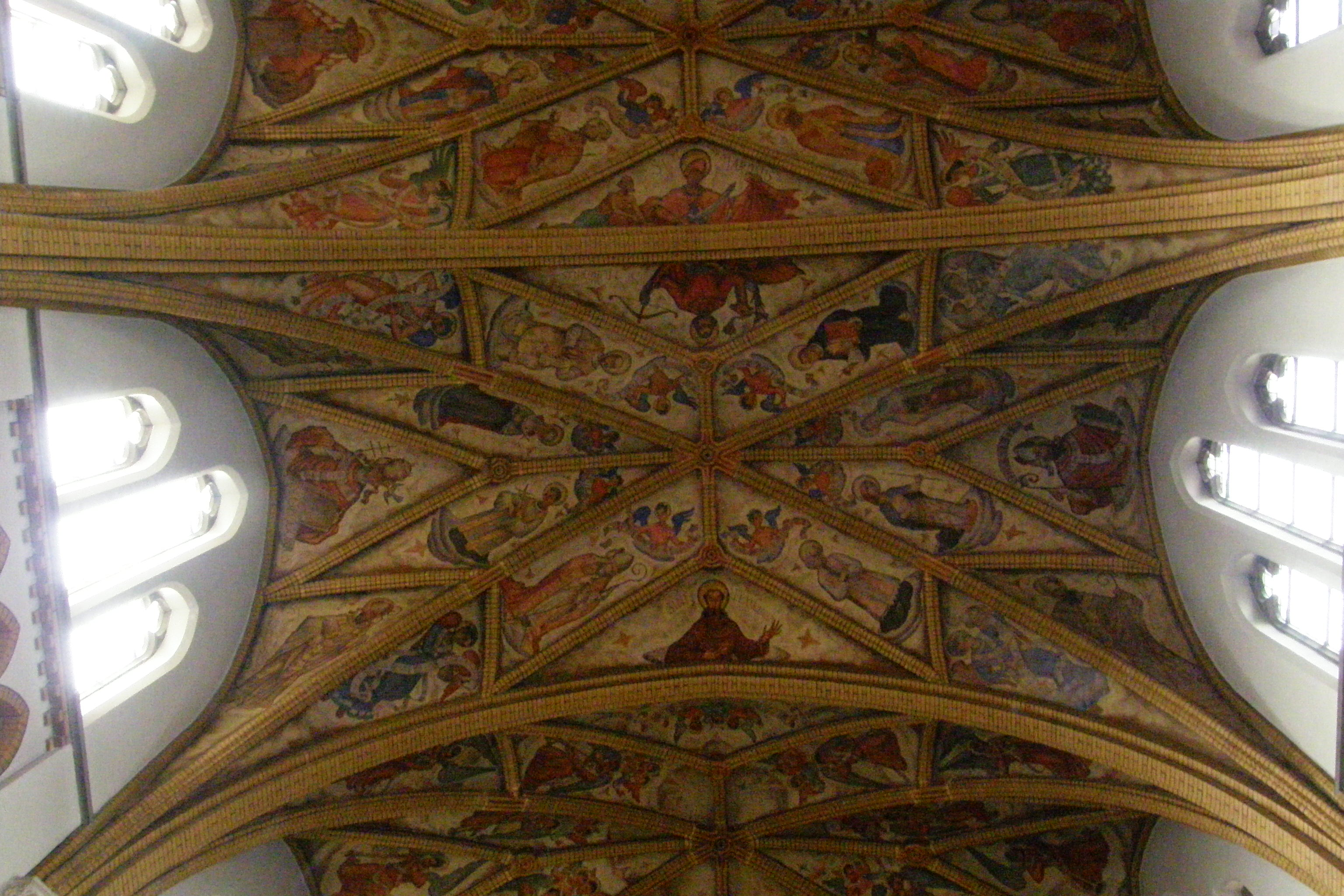
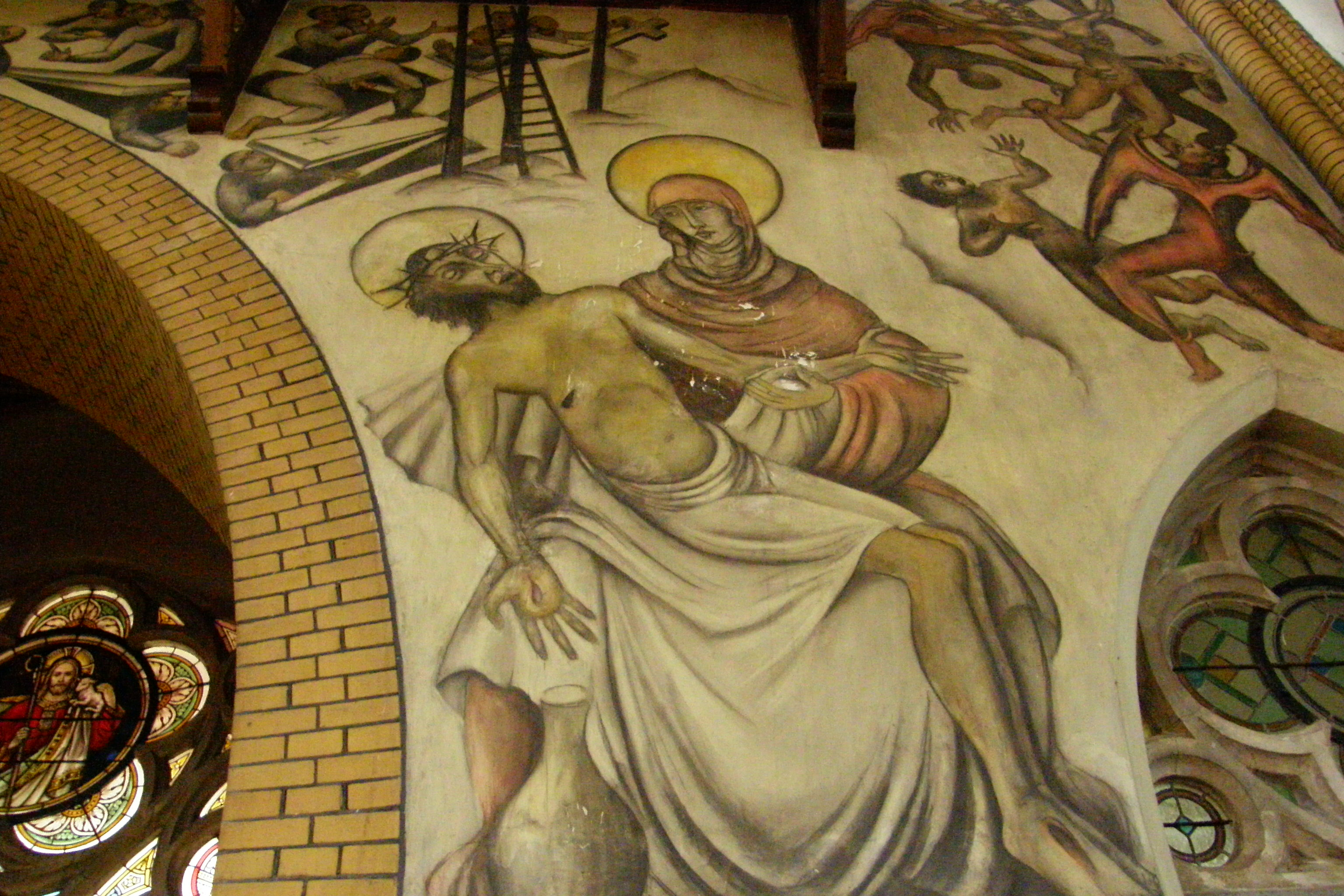